# Siódme Ministerstwo Przemysłu Maszynowego Chińskiej Republiki Ludowej
Siódme Ministerstwo Przemysłu Maszynowego Chińskiej Republiki Ludowej (中华人民共和国第七机械工业部) – jeden z urzędów centralnych w Chińskiej Republice Ludowej, utworzony 23 listopada 1964 przez Radę Państwa, odpowiednik naszej Rady Ministrów, który nadzorował przemysł kosmiczny. 
Po rewolucji kulturalnej pierwsza informacja o jego działalności, pochodzi ze stycznia 1975. Do maja 1982 było to Siódme Ministerstwo Przemysłu Maszynowego ChRL. W kwietniu 1988 ministerstwo połączyło się z Ministerstwem Przemysłu Lotniczego i przyjęło nazwę Ministerstwa Przemysłu Lotniczego i Kosmicznego.